# 花園睡鼠

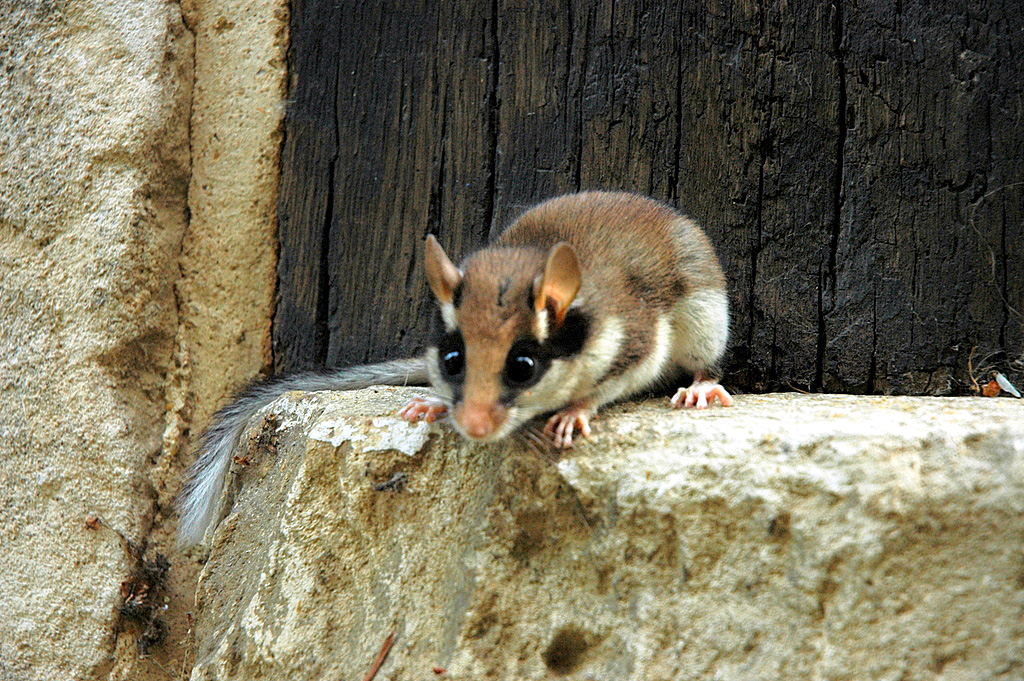
在石頭上的花園睡鼠

花園睡鼠 (Eliomys quercinus)是囓齒目睡鼠科的哺乳動物，分佈僅在歐洲，是雜食動物，儘管叫花園睡鼠，但主要生活在森林。過去數十年的數量急遽下降和棲地減少的物種，世界自然保護組織因此將花園睡鼠列為"紅色名錄"(近危)。

## 特徵
花園睡鼠是中型睡鼠，體長10-17公分，尾長8-15公分，後足長2.2-3.2公分，耳長2.0-2.6公分，平均重45-140公克，冬眠前重達210公克。頂部的皮毛從紅棕色到帶紅棕色調的灰色，側面與底部則是白色，頭部有顯眼的黑色標記，從眼睛周圍最尾端的觸鬚到耳朵後面和下面。耳朵前有白點，肩膀上時常有黑色色素沉澱，毛茸茸的長尾巴，尾端是像流蘇一樣的長毛，近上半部分是淺咖色，尾端是深棕色，尾巴的背面是白色的。前腳有四個球墊，後腳有六個。